# 多博伊斯洛加足球俱乐部
多博伊斯洛加足球俱乐部，是波斯尼亚和黑塞哥维那实体之一塞族共和國多博伊市的职业足球俱乐部。该俱乐部参加波黑足球超级联赛的赛事，在2022-23赛季中排名第九。